# De vrouwen bij de pomp
De vrouwen bij de pomp (Noors: „Konerne ved Vandposten“) is een roman van de Noorse schrijver en Nobelprijswinnaar Knut Hamsun, verschenen in 1904.

## Intrige en typering
In De vrouwen bij de pomp toont Hamsun zich de chroniqueur van de grote en kleine gebeurtenissen in een anoniem Noors havenstadje, waar consul Johnsen, een rijk geworden winkelier en reder, het voor het zeggen heeft, totdat hij in financiële moeilijkheden raakt. Naast hem treden nog diverse andere notabelen op, een paar middenstanders, maar ook mensen uit het gewone volk, zoals de invalide en impotente Oliver en zijn vrouw Petra. Petra is dienstmeisje bij de familie Johnsen geweest en brengt in de loop der jaren vijf kinderen van drie verschillende vaders ter wereld. Moederlijke gevoelens toont Petra nauwelijks en ze veracht haar man. Oliver is echter niet alleen trots op ‘zijn’ kinderen, maar ook zij zijn erg op hem gesteld. Alleen door zelfbedrog, door een schijnwereld op te trekken, kan hij zich handhaven. Het hoofdthema van dit in hoofdlijnen ‘negativistische’ boek, is dan ook de problematiek van de echte, valse, gewenste en ongewenste, geslaagde en mislukte nakomelingschap, een thema dat betrokken kan worden op eigenlijk alle mannen in het boek. 
“Het is een boek dat handelt over schijn en bedrog”, schrijft Hamsun-kenner Amy van Marken, “over contactloosheid en failliet van medemenselijkheid en liefde. Met andere woorden: een werk waarin alle idealisme zoek is en dat een schril contrast vormt met Hoe het groeide, waarvoor Hamsun in datzelfde jaar de Nobelprijs kreeg”.